# ميخائيل ريجن
ميخائيل ريجن (بالإنجليزية: Michael Regin)‏ هو لاعب كرة قدم هندي في مركز الوسط، ولد في 9 مايو 1988 في تاميل نادو في الهند. لعب مع Chennai City FC ‏.

## وصلات خارجية
- ميخائيل ريجن على موقع قاعدة بيانات كرة القدم.إي يو (الإنجليزية)
- ميخائيل ريجن على موقع Soccerway.com (الإنجليزية)